# Nick Sagan
Nick Sagan (Boston, Massachusetts, Estados Unidos, 16 de setembro de 1970) é um escritor norte-americano.
É o autor dos romances de ficção-científica Ameaça Virtual (no original Idlewild), Paraíso Virtual (no original Edenborn) e Everfree (ainda não traduzido para português), além de vários episódios de Star Trek: The Next Generation e Star Trek: Voyager. É filho do astrônomo Carl Sagan e da artista e escritora Linda Salzman.